# Brasilia Challenger 1995
Il Brasilia Challenger 1995 è stato un torneo di tennis facente parte della categoria ATP Challenger Series nell'ambito dell'ATP Challenger Series 1995. Il torneo si è giocato a Brasilia in Brasile dal 24 luglio al 6 agosto 1995 su campi in cemento.

## Vincitori

### Singolare
Leander Paes ha battuto in finale  Roberto Jabali con il punteggio di 6–1, 5–7, 6–4

### Doppio
Jean-Philippe Fleurian /  Nicolás Pereira hanno battuto in finale  Noam Behr /  Lior Mor con il punteggio di 7–6, 6–2